# Allonothrus tuxtlasensis
Allonothrus tuxtlasensis är en kvalsterart som beskrevs av Palacios-Vargas och Carlos G. Iglesias 1997. Allonothrus tuxtlasensis ingår i släktet Allonothrus och familjen Trhypochthoniidae. Inga underarter finns listade i Catalogue of Life.